# آفتاب‌بوتیمارسانان
آفتاب‌بوتیمارسانان(نام علمی: Eurypygiformes) نام یک راسته از رده پرنده است.